# Mbourao
Mbourao est une localité de l’ouest du Tchad chef-lieu de sous-préfecture du département de Mayo-Binder.

## Géographie
La localité est située à l’est du chef-lieu de département : Binder, à proximité du département du Mont d'Illi, région du Mayo-Kebbi Est .

## Histoire
La localité est érigée en sous-préfecture depuis le 4 septembre 2012.